# Comedia de costumbres

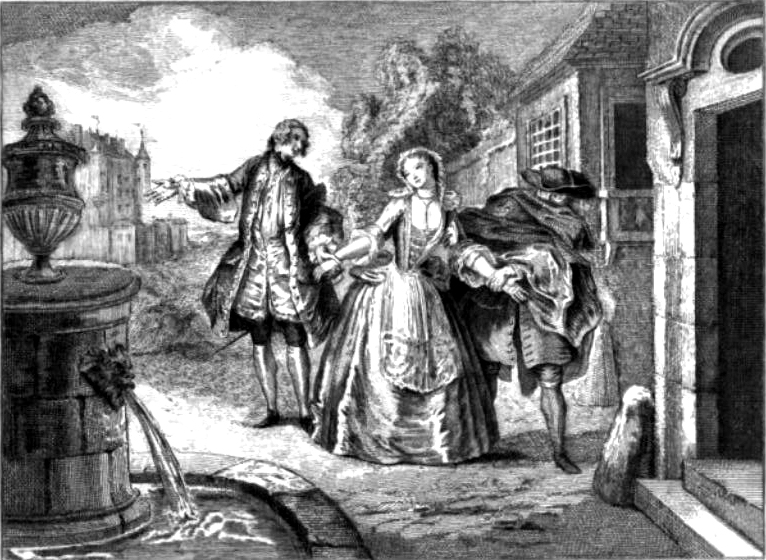
Grabado de la edición de 1719 de la comedia de costumbres La escuela de las mujeres de Moliére.

La comedia de costumbres es un subgénero dramático que describe con ironía y agudeza la vida cotidiana de una época o de una clase social concreta, por lo general la clase media o burguesía.
El Diccionario Oxford la describe como "Comedia cuyo asunto principal es la presentación de la forma de conducta de los personajes y la descripción de ambientes de la vida social cotidiana". Trata siempre de los actos comunes de la vida social ordinaria, tanto en el plano egocéntrico (familia, amistades, centro de trabajo...) como en el sociocéntrico (vida política, relaciones institucionales...). Se halla emparentada con el llamado costumbrismo literario o cuadro de costumbres y se destina a un público que suele ser el mismo que aparece caricaturizado, reflejando la destreza o torpeza con que ciertos personajes siguen las pautas convencionales de comportamiento de su entorno, pautas que pueden ser tan rigurosas o banales moralmente cuanto su público pueda soportar, ya que su crítica social suele ser y de hecho es superficial, no toca a los pilares fundamentales de la sociedad y se suele desvanecer fácilmente. Lope de Vega (El perro del hortelano), Molière (Las preciosas ridículas, La escuela de las mujeres), Manuel Bretón de los Herreros (El pelo de la dehesa) y Jacinto Benavente (Pepa Doncel) destacaron escribiendo este tipo de comedias. 
La trama suele ser algún romance no permitido o algún otro asunto escandaloso, pero es menos importante que los diálogos ingeniosos, los comentarios punzantes sobre las flaquezas humanas y la atmósfera llena de susceptibilidades de la obra. Lope de Vega, Tirso de Molina, Agustín Moreto y otros dramaturgos del siglo XVII español fueron los primeros creadores de este tipo de comedias que fueron imitadas y desarrolladas en el siglo XVIII por los franceses (Molière especialmente) e italianos (Carlo Goldoni, quien la imbricó con la Commedia dell'Arte); en Inglaterra, donde se contaba con el precedente de Mucho ruido para nada de William Shakespeare, se desarrolló a través de las piezas de William Wycherley (The Country Wife, 1675), William Congreve (The Way of the World, 1700), Oliver Goldsmith (She Stoops to Conquer, 1773) y Richard Brinsley Sheridan (The Rivals, 1775; The School for Scandal, 1777), y ya en el XIX con las de Oscar Wilde (Lady Windermere's Fan 1892 y The Importance of Being Earnest, 1895); en el siglo XX destacan las de Noël Coward (Hay Fever, 1925) y Somerset Maugham. En Francia siguieron el género en el XIX Dumas hijo, Eugène Scribe y Victorien Sardou entre otros y, ya en el siglo XX, Sacha Guitry.